# Avgust Jakopič (pravnik)
Avgust Jakopič, slovenski pravnik in politik, * (?) 1848, Gorica, † (?) 1924, Trst.
Rodil se je v družini davčnega uradnika. Datumi njegovega rojstva in smrti niso točno ugotovljeni. V  Gorici je obiskoval gimnazijo (1862-1870) pravo pa študiral na Dunaju (1870-1875). Po končanem študiju je bil v letih 1876-1878 v Gorici odvetniški pripravnik pri bratu Jožefu Jakopiču. Poklic odvetnika je začasno opustil in prešel v sodniško službo. Najprej je služboval kot sodni pristav v Pulju (1878) in Ajdovščini (1879-1883), nato kot odvetnik v Bovcu (1883-1892) ter se nato kot sodni svetnik zaposlil v Rovinju (1892-1897). Od tu je bil premeščen na tržaško trgovsko-pomorsko sodišče (1897-1899), kjer je kmalu postal višji deželni sodni svetnik (1899-1906). 11. julija 1906 je bil imenovan za dvornega svetnika pri vrhovnem sodišču na Dunaju (1906-1909) ter se nato z Dunaja vrnil v Trst, kjer je 4. februarja 1909 postal predsednik tržaškega sodišča. To službo je opravljal med tudi med 1. svetovno vojno vse do italijanske zasedbe Trsta, ko je bil leta 1918 upokojen. S politiko se je ukvarjal samo, ko je služboval v Bovcu. Tu je v mestni kuriji 27. junija 1883 kandidiral na volitvah v goriški deželni zbor, pa ni uspel. Po neuspehu na volitvah je politiko povsem opustil in se posvetil samo pravnemu poklicu. Bil je splošno znan kot dober pravni strokovnjak ter nepristranski in pravičen sodnik, ki je tudi odločno ščitil Slovence in slovensko uradovanje na sodiščih. 